# Zorzines indogotica
Zorzines indogotica là một loài bướm đêm trong họ Noctuidae.